# Jonathan Varane
Jonathan Raymond François Varane (Lilla, 9 settembre 2001) è un calciatore francese, originario della Martinica, centrocampista del QPR e della nazionale martinicana.

## Biografia
Di origini martinicane, è fratellastro di Raphaël Varane, anch'egli calciatore.

## Carriera

### Club
È cresciuto nel settore giovanile del Lens, con cui ha firmato il primo contratto professionistico il 18 maggio 2021. Ha debuttato in prima squadra il 12 dicembre 2021 nell'incontro di Ligue 1 perso 3-2 contro il Nantes e poche settimane dopo è stato ceduto in prestito al Rodez fino al termine della stagione.
Il 24 agosto 2022 è stato acquistato dallo Sporting Gijón, che lo ha inizialmente assegnato alla propria seconda squadra in quarta divisione. Sei mesi più tardi è stato promosso in prima squadra dove ha debuttato il 3 gennaio in Coppa del Re contro il Rayo Vallecano.
Il 4 agosto 2024 è stato ceduto al QPR, con cui ha firmato un quadriennale.

### Nazionale
Nell'autunno del 2024 ha accettato la convocazione da parte della nazionale martinicana e l'11 ottobre ha esordito giocando titolare l'incontro di CONCACAF Nations League vinto 1-0 contro la Guadalupa.

## Statistiche

### Presenze e reti nei club
Statistiche aggiornate al 1° marzo 2025.
| Stagione              | Squadra               | Campionato            | Campionato | Campionato | Coppe nazionali | Coppe nazionali | Coppe nazionali | Coppe continentali | Coppe continentali | Coppe continentali | Altre coppe | Altre coppe | Altre coppe | Totale | Totale | Totale |
| Stagione              | Squadra               | Comp                  | Pres       | Reti       | Comp            | Pres            | Reti            | Comp               | Pres               | Reti               | Comp        | Pres        | Reti        | Pres   | Reti   |        |
| --------------------- | --------------------- | --------------------- | ---------- | ---------- | --------------- | --------------- | --------------- | ------------------ | ------------------ | ------------------ | ----------- | ----------- | ----------- | ------ | ------ | ------ |
| 2020-2021             | Lens 2                | N2                    | 2          | 0          | -               | -               | -               | -                  | -                  | -                  | -           | -           | -           | 2      | 0      |        |
| 2021-gen. 2022        | Lens 2                | N2                    | 8          | 0          | -               | -               | -               | -                  | -                  | -                  | -           | -           | -           | 8      | 0      |        |
| Totale Lens 2         | Totale Lens 2         | Totale Lens 2         | 10         | 0          |                 | -               | -               |                    | -                  | -                  |             | -           | -           | 10     | 0      |        |
| 2021-gen. 2022        | Lens                  | L1                    | 1          | 0          | CF              | 0               | 0               | -                  | -                  | -                  | -           | -           | -           | 1      | 0      |        |
| gen.-giu. 2022        | Rodez 2               | N3                    | 3          | 0          | -               | -               | -               | -                  | -                  | -                  | -           | -           | -           | 3      | 0      |        |
| gen.-giu. 2022        | Rodez                 | L2                    | 6          | 0          | CF              | 0               | 0               | -                  | -                  | -                  | -           | -           | -           | 6      | 0      |        |
| 2022-2023             | Sporting Gijón B      | SF                    | 15         | 1          | -               | -               | -               | -                  | -                  | -                  | -           | -           | -           | 15     | 1      |        |
| 2022-2023             | Sporting Gijón        | SD                    | 17         | 0          | CR              | 1               | 0               | -                  | -                  | -                  | -           | -           | -           | 18     | 0      |        |
| 2023-2024             | Sporting Gijón        | SD                    | 22+1       | 0          | CR              | 2               | 0               | -                  | -                  | -                  | -           | -           | -           | 25     | 0      |        |
| Totale Sporting Gijón | Totale Sporting Gijón | Totale Sporting Gijón | 39+1       | 0          |                 | 3               | 0               |                    | -                  | -                  |             | -           | -           | 43     | 0      |        |
| 2024-2025             | QPR                   | FLC                   | 32         | 0          | FACup+CdL       | 1+3             | 1+0             | -                  | -                  | -                  | -           | -           | -           | 36     | 1      |        |
| Totale carriera       | Totale carriera       | Totale carriera       | 107        | 1          |                 | 7               | 1               |                    | -                  | -                  |             | -           | -           | 114    | 2      |        |

### Cronologia presenze e reti in nazionale
| Cronologia completa delle presenze e delle reti in nazionale ― Mauritania | Cronologia completa delle presenze e delle reti in nazionale ― Mauritania | Cronologia completa delle presenze e delle reti in nazionale ― Mauritania | Cronologia completa delle presenze e delle reti in nazionale ― Mauritania | Cronologia completa delle presenze e delle reti in nazionale ― Mauritania | Cronologia completa delle presenze e delle reti in nazionale ― Mauritania | Cronologia completa delle presenze e delle reti in nazionale ― Mauritania | Cronologia completa delle presenze e delle reti in nazionale ― Mauritania |
| Data                                                                      | Città                                                                     | In casa                                                                   | Risultato                                                                 | Ospiti                                                                    | Competizione                                                              | Reti                                                                      | Note                                                                      |
| ------------------------------------------------------------------------- | ------------------------------------------------------------------------- | ------------------------------------------------------------------------- | ------------------------------------------------------------------------- | ------------------------------------------------------------------------- | ------------------------------------------------------------------------- | ------------------------------------------------------------------------- | ------------------------------------------------------------------------- |
| 11-10-2024                                                                | Le Gosier                                                                 | Guadalupa                                                                 | 0 – 1                                                                     | Martinica                                                                 | CONCACAF Nations League 2024-2025 - Lega A                                | -                                                                         | 45+2’ 73’                                                                 |
| 16-10-2024                                                                | Le Gosier                                                                 | Martinica                                                                 | 0 – 0                                                                     | Guadalupa                                                                 | CONCACAF Nations League 2024-2025 - Lega A                                | -                                                                         |                                                                           |
| Totale                                                                    |                                                                           | Presenze                                                                  | 2                                                                         |                                                                           | Reti                                                                      | 0                                                                         |                                                                           |